# Panel sterowniczy

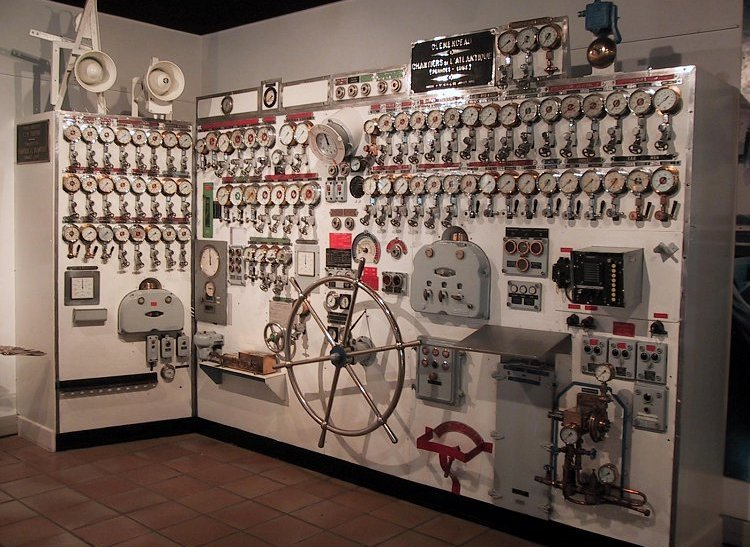
Panel sterowniczy na lotniskowcu Clemenceau (R 98)

Panel sterowniczy, panel operatorski, panel HMI (HMI ang. Human Machine Interface) – to urządzenie elektryczne umożliwiające kontrolę innych urządzeń elektrycznych, realizujących pewne procesy, np. technologiczne lub produkcyjne.

## Wygląd
Ma formę płaskiej powierzchni z przyciskami, przełącznikami, pokrętłami lub licznikami, a obecnie najczęściej również z wyświetlaczem.
Współcześnie produkowane panele operatorskie są często wyposażane w ekran dotykowy (ang. touchpanels) i oprogramowanie, które umożliwia im przejmowanie zadań komputerów przemysłowych. Takie panele służą nie tylko do bieżącej wizualizacji procesów, ale także udostępniają coraz bardziej złożone funkcje ułatwiające pracę operatorom, jak raportowanie, generowanie trendów, rejestracja danych do systemów MES, komunikacja z innymi urządzeniami. Możliwe jest także podłączenie do nich różnych innych urządzeń, jak sterowniki PLC, z którymi mogą komunikować się poprzez komputerowe sieci przemysłowe (Modbus, Profibus itp.).

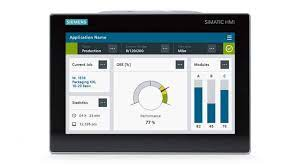
Przykład współczesnego panelu operatorskiego

Do podłączenia wszystkich elementów zazwyczaj wykorzystuje się standardowe interfejsy szeregowe (RS-232, RS-485, ETHERNET itp.). 

## Funkcje
Do głównych funkcji panelu operacyjnego należy pośredniczenie w komunikacji człowieka z maszyną (odbieranie i przekazywane sygnałów), zbieranie aktualnych danych (pomiarów) z kontrolowanych procesów, ich wizualizacja, sterowanie tymi procesami oraz alarmowanie. Funkcje te pokrywają się z funkcjami systemu sterowania SCADA i często w jednej instalacji wykorzystywane są zarówno panele HMI (sterowanie lokalne) oraz systemy SCADA (sterowanie centralne), gdzie SCADA pełni rolę nadrzędną. 